# Isofix
Isofix est une norme ISO d'ancrage pour les sièges pour enfants (norme ISO 13216-1:1999 « Ancrages dans les véhicules et attaches aux ancrages pour systèmes de retenue pour enfants »). Ce système est aussi appelé LATCH (Lower Anchors and Tethers for Children) aux États-Unis et UAS ou Canfix au Canada. Il a aussi été appelé UCSSS[Où ?].

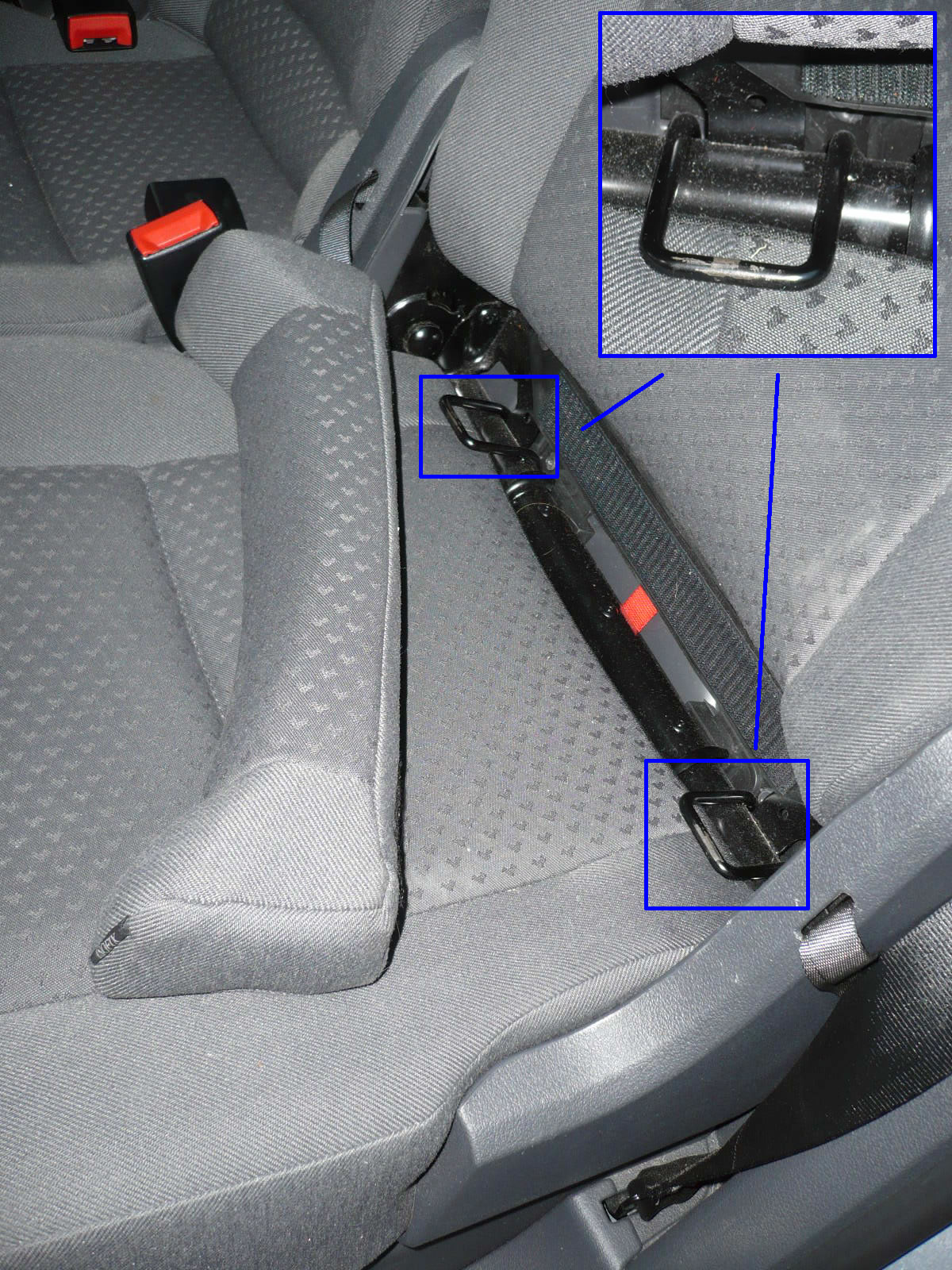
Observation des points d'ancrage ISOFIX

## Description
En 1995, avec le règlement R44-03, le concept Isofix désigne le type de fixation des sièges autos, qui ne nécessite plus d'utiliser les ceintures de sécurité peu adaptées aux jeunes enfants, mais qui utilise 2 griffes métalliques de verrouillage, qui se clipsent à deux attaches situées à la base du dossier des sièges des automobiles.
En 2003, Isofix, devenu une norme (ISO 13216), ajoute un troisième point d’ancrage pour la sécurité des enfants.
Les sièges Isofix sont classés en deux groupes selon le poids de l'enfant :
- groupe 0 et 0+ (pour les enfants de moins de 13 kg), c’est un pied d’ancrage anti-rotation (fixation semi-universelle)[4].
- groupe 1 (pour enfants de 9 à 18 kg), c’est soit une sangle fixée en haut du dossier qui se fixe à un crochet situé dans le coffre de la voiture (fixation universelle)[4], soit une barre, à l'avant du siège auto, empêchant son basculement vers l'avant[5] ;

Le système Isofix a pour objectif de faciliter l’installation du siège ainsi que son transfert d’une voiture à une autre, en supprimant les problèmes de ceinture trop courte ou de sièges mal fixés. Depuis 2003, certains constructeurs automobiles — comme Renault, Citroën, Opel ou Peugeot, par exemple — ont doté leurs nouveaux véhicules de fixations à trois points d'ancrage. Le système Isofix est obligatoire dans tous les véhicules neufs vendus depuis 2011.

Différents éléments du système Isofix
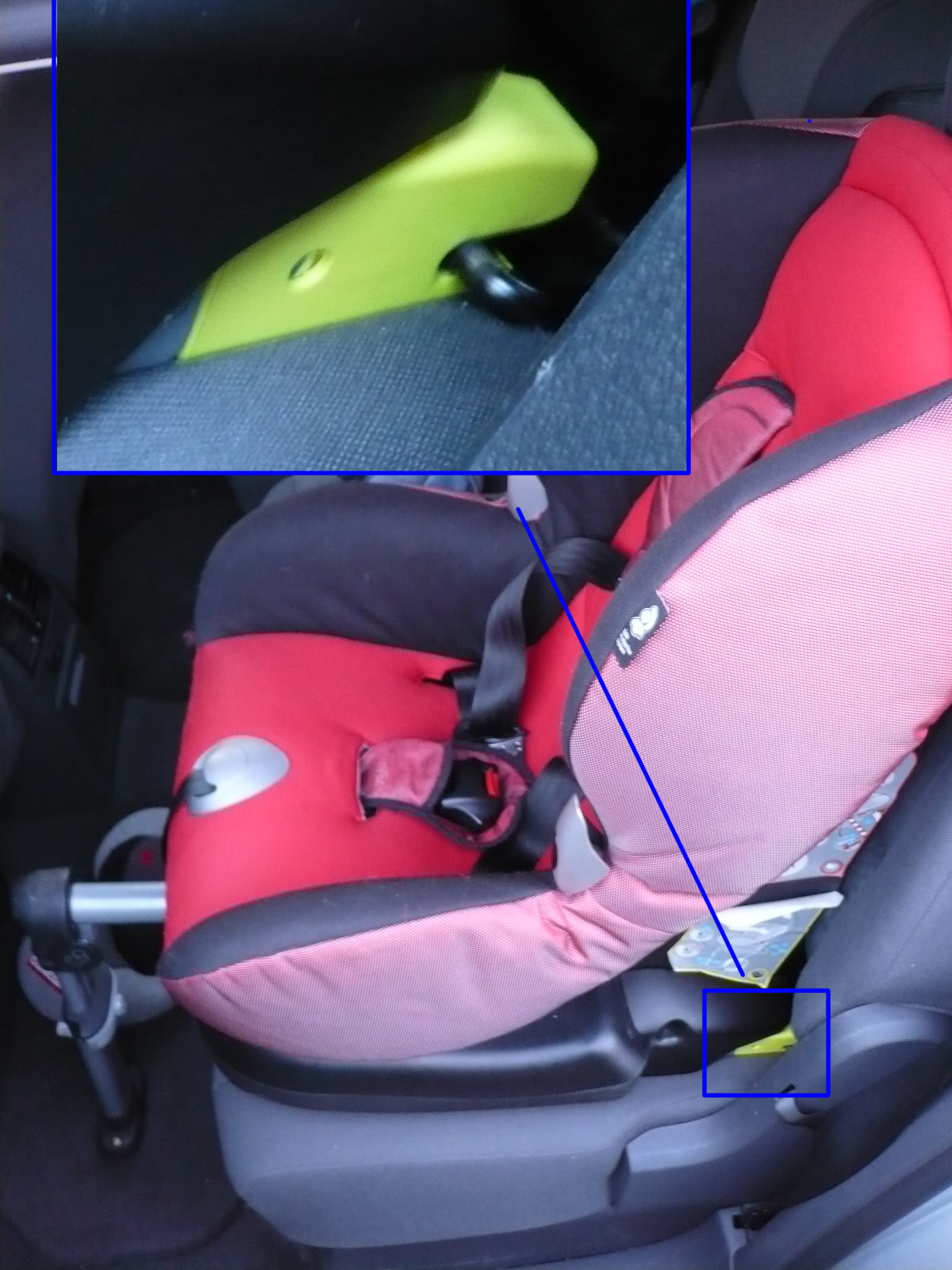
Gros plan sur la fixation
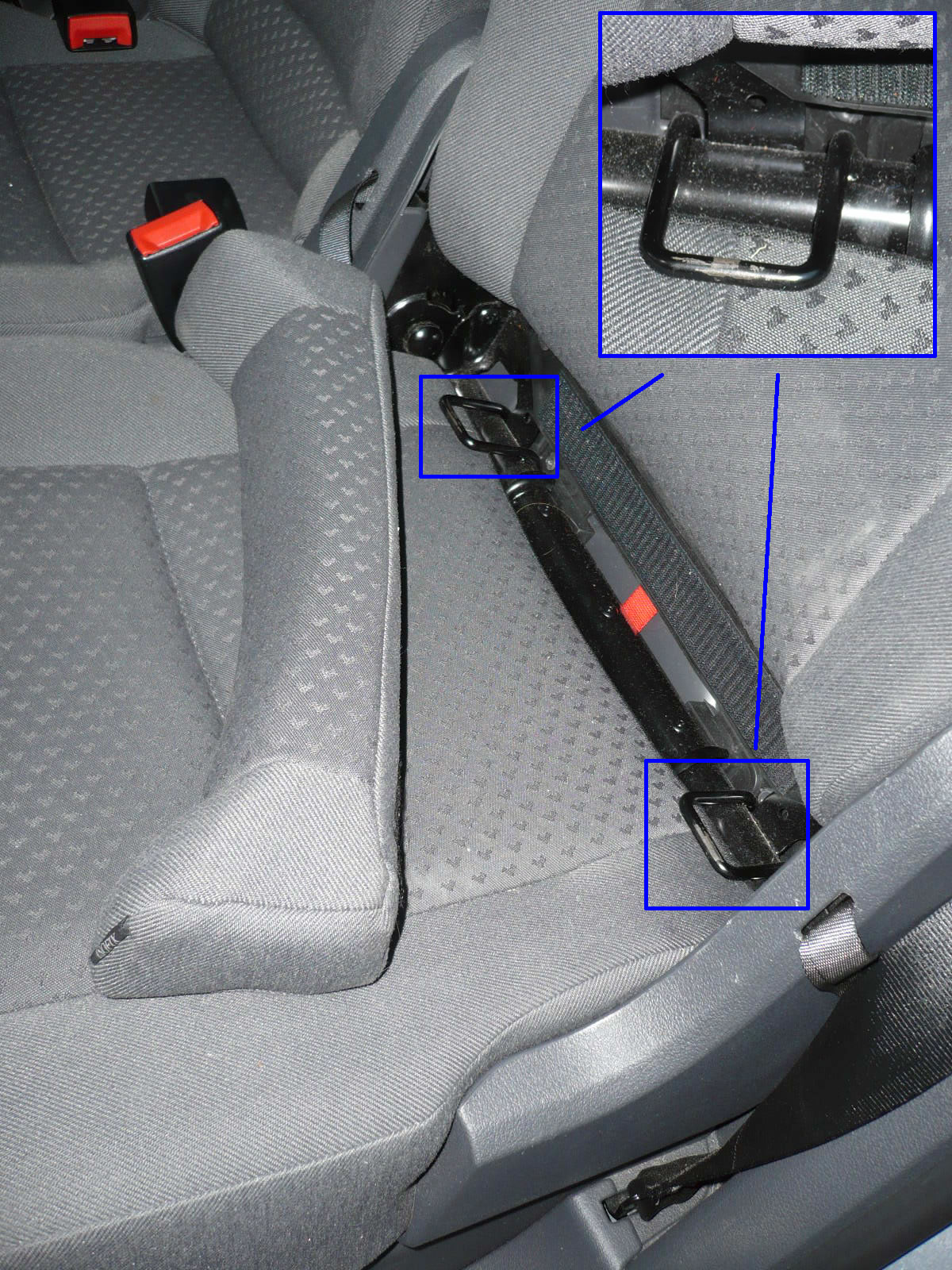
Points d'ancrage
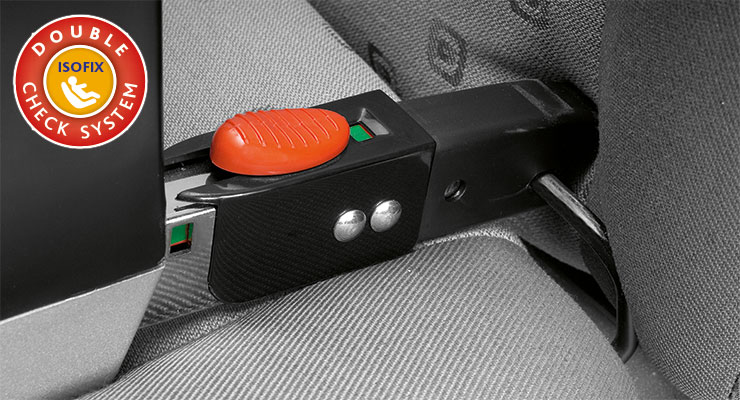
Bras de liaison
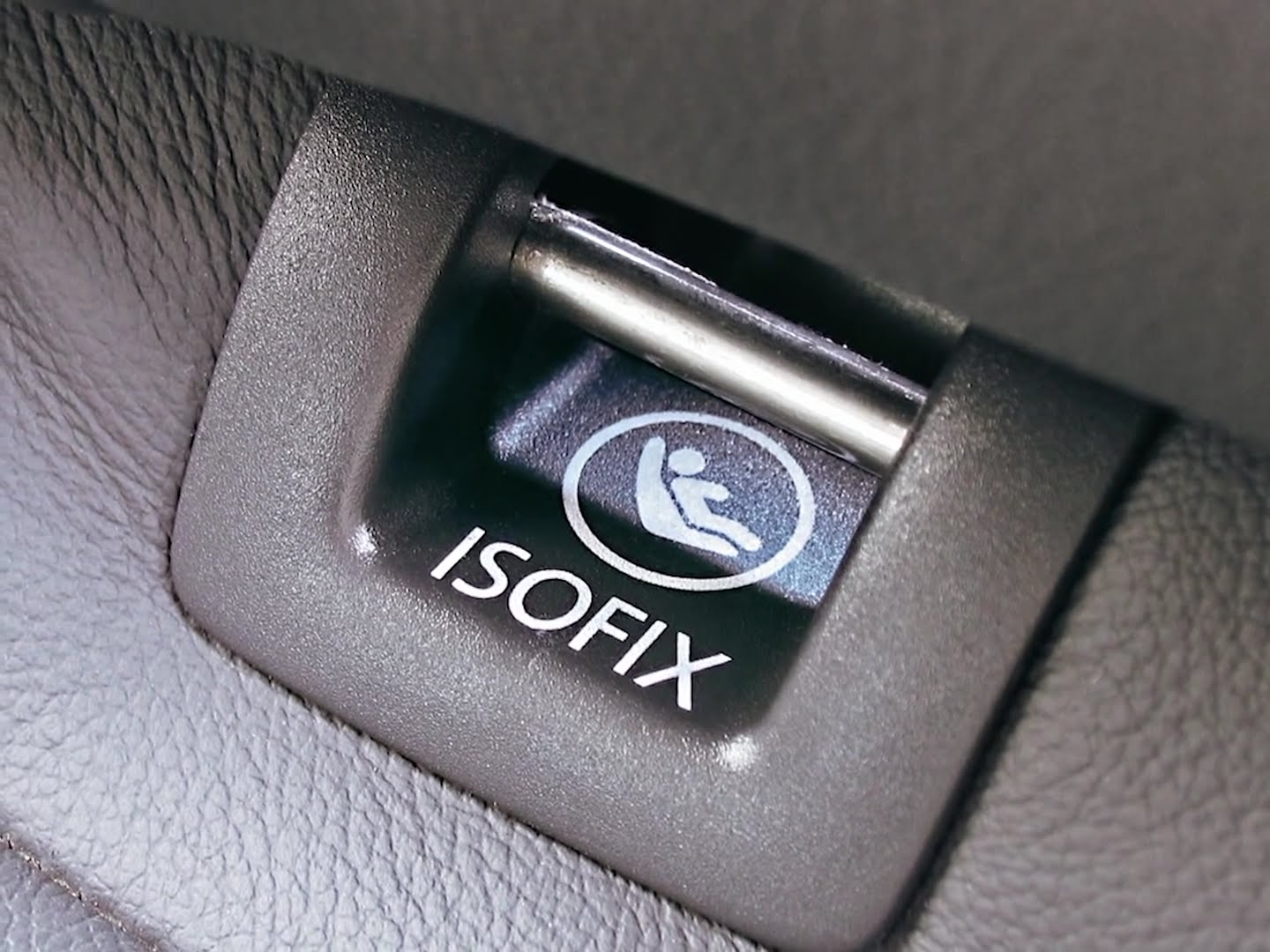
Signalisation d'un point d'ancrage[b]

## Usage selon les pays
L'installation du système Isofix est obligatoire :
- en France sur les voitures neuves depuis février 2011[7] ;
- En Europe, depuis juillet 2013 est introduit le règlement CEE-ONU R129, appelé aussi « i-Size », qui impose la fixation du siège par Isofix et une utilisation dos à la route jusqu'à l'âge de 15 mois[8]. Il est prévu à terme d'arrêter la vente des sièges R44 (qui permettent aussi la fixation par la ceinture), puis d'interdire leur usage[9] à partir de 2018[10] ;
- En 2013, le système a été adopté par l'Australie[11]
- Au Brésil, cette obligation s'applique à partir du 29 janvier 2018[12].

Le Japon, la Corée et la Russie reconnaissent aussi le règlement CEE-ONU.

## Isofix avec «jambe de force» ou «attache haute»
Pour éviter le basculement du siège lors d'un impact lors d'un choc, il existe deux systèmes capables de remplir cette fonction :
- Jambe de force : fixée devant le siège elle doit s'appuyer sur une surface stable et résistante[13] ;
- Attache haute : une sangle fixée au haut du siège, et accrochée à un point d’attache au sol du véhicule, derrière le siège[13] évite que celui-ci ne puisse basculer en cas de choc violent[c].